# 1253 км (зупинний пункт)
1253 кіломе́тр — пасажирський залізничний зупинний пункт Лиманської дирекції Донецької залізниці.
Розташована у місті Маріуполь, Кальміуський район, мікрорайон Мирний, Донецької області на лінії Маріуполь-Порт — Волноваха між станціями Сартана (2 км) та Асланове (9 км). 
На платформі зупиняються приміські електропоїзди.
Платформа розташована у безпосередній близькості від прохідних ММК.